# Holoblemmus reductus
Holoblemmus reductus är en insektsart som beskrevs av Boris Petrovich Uvarov 1935. Holoblemmus reductus ingår i släktet Holoblemmus och familjen syrsor. Inga underarter finns listade i Catalogue of Life.